# Awutus
Els awutus (o efutus) són els membres d'un grup ètnic guang que viuen a la regió Central de Ghana. La seva llengua materna és l'awutu (o el seu dialecte, efutu). Hi ha entre 180.000 (2003) i 238.000 awutus. El seu codi ètnic és NAB59a i el seu ID és 11719. Estan relacionats amb els adangmes.

## Situació geogràfica i pobles veïns
L'awutu es parla al districte d'Awutu, a la zona costanera a l'oest d'Accra, a la regió Central de Ghana.
Segons el mapa lingüístic de Ghana de l'ethnologue, el territori awutu està pocs quilòmetres a l'oest d'Accra. Al nord i a l'oest limita amb el territori dels àkans, a l'est limiten amb el territori dels ga i al sud hi ha l'oceà Atlàntic.

## Història
Els efutus són un grup ètnic que forma part de la branca dels pobles àkans que es diuen guangs. Aquests van fundar el regne de la Costa de l'Or al segle xiv.

## Economia
La pesca és l'activitat econòmica principal dels awutus.

## Llengua
La llengua materna dels awutus és l'awutu. A més a més, també parlen l'àkan.

## Religió
El 90% dels awutus són cristians i el 10% restant creuen en religions africanes tradicionals. El 40% dels awutus cristians són catòlics, el 30% són protestants i el 30% restants pertanyen a esglésies independents. Segons el joshuaproject, el 22% dels awutus cristians són seguidors del moviment evangèlic.

## Festivitats
Els efutus celebren el Festival Akumesi que està relacionat amb el festival Homowo dels adangmes. Al poble de Winneba celebren el Festival Aboakyir que commemora una epidèmia que van patir el segle xviii.